# Przedsiębiorstwo Komunikacji Samochodowej w Łukowie

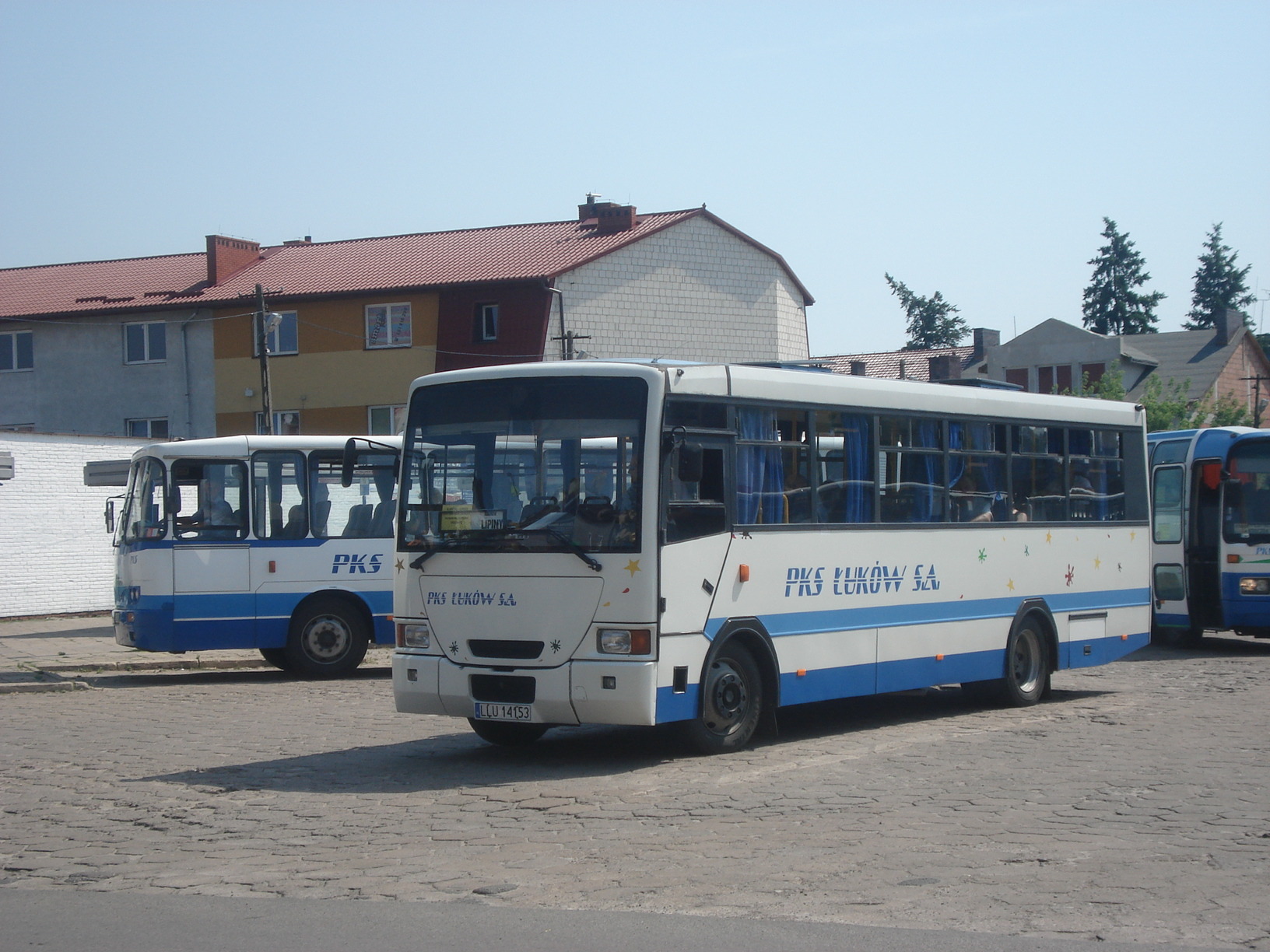
Autobusy PKS Łuków S.A.

Przedsiębiorstwo Komunikacji Samochodowej w Łukowie SA – przedsiębiorstwo powstałe 1 października 1967 roku po usamodzielnieniu się od oddziału PKS w Lublinie. Przedsiębiorstwo dysponuje 98 autobusami. Siedziba mieści się w Łukowie przy ulicy Piłsudskiego 29. W 2010 roku spółka została przejęta przez powiat łukowski. Od 2013 roku prezesem przedsiębiorstwa jest Tomasz Madoń.
| Typ pojazdu                                   | Liczba egzemplarzy |
| --------------------------------------------- | ------------------ |
| Autosan A0808T                                | 1                  |
| Autosan A0909L                                | 3                  |
| Autosan A1010T                                | 7                  |
| Autosan H10-10                                | 4                  |
| Autosan H9-21                                 | 23                 |
| Renault MRC 35                                | 14                 |
| Fast Scoler II                                | 1                  |
| Mercedes / Ferqui Narcea                      | 1                  |
| Scania Irizar Century                         | 1                  |
| Iveco Daily                                   | 1                  |
| Iveco Eurocargo 150 / Vehixel Triano          | 1                  |
| Mercedes-Benz 818 D / Auwärter Teamstar Kombi | 1                  |
| Mercedes-Benz Sprinter 313 CDI                | 1                  |
| Mercedes-Benz Sprinter 516 CDI                | 4                  |
| Mercedes-Benz O303                            | 7                  |
| Mercedes-Benz O350-15RHD                      | 3                  |
| Mercedes-Benz O408                            | 1                  |
| Mercedes-Benz 814D / Vehixel Mediano          | 1                  |
| Mercedes O815D / Helmark 290SEL               | 1                  |
| Renault Ares                                  | 1                  |
| Renault Iliade                                | 1                  |
| Renault Mascott / Durisotti XXL               | 1                  |
| Renault Mascott 160DXi / Vest Miniline        | 6                  |
| Scania L94IB / Vest V25                       | 1                  |
| Scania L94UB / Vest V10LE                     | 2                  |
| Setra S309 HD                                 | 1                  |
| Volkswagen LT46                               | 4                  |
| Volvo B6 / Vest Liner 310 Midi                | 1                  |
| VDL Futura FHD2-129/365                       | 4                  |

Połączenia:
- Łuków:
  - Garwolin
  - Kock
  - Lubartów
  - Lublin
  - Siedlce
  - Stoczek Łukowski
  - Radzyń Podlaski
  - Warszawa
  - Żelechów
  - różne połączenia na terenie powiatu łukowskiego, ryckiego, radzyńskiego, garwolińskiego i siedleckiego

komunikacja miejska
- Linia Ł1: ul. Wereszczakówny – Ławki i odwrotnie, funkcjonująca codziennie w lecie. Łączy osiedle Mickiewicza (Nowy Łuków II), os. Sienkiewicza, os. Unitów Podlaskich, Śródmieście, os. Chącińskiego, os. Klimeckiego, Al. Kościuszki, os. kpt. Ostoi, Wiatraki i ośrodek wypoczynkowy nad zalewem Zimna Woda. Uruchomiona 19 VI 2021 jako pierwsza, pilotażowa, bezpłatna[1].